# Robert Ctvrtlik
Robert Jan Ctvrtlik, také Bob Ctvrtlik (* 8. července 1963, Long Beach) je bývalý americký volejbalista, který působil na pozici smečaře. Je synem profesora na California State University Josefa Čtvrtlíka, který emigroval z Československa v roce 1948.
Jako student Pepperdine University v roce 1985 vyhrál National Collegiate Athletic Association a byl vyhlášen nejužitečnějším hráčem soutěže. S americkou reprezentací se zúčastnil tří olympijských turnajů – v roce 1988 získal zlatou medaili, v roce 1992 obsadil třetí místo a v roce 1996 deváté místo. Na mistrovství světa ve volejbale mužů v roce 1986 byl členem vítězného týmu a v roce 1994 získal bronz. Vyhrál také mistrovství Severní Ameriky ve volejbale mužů 1985, Světový pohár 1985, Panamerické hry 1987 a byl druhý na Hrách dobré vůle 1986. Na klubové úrovni působil v Itálii, s týmem Volley Gonzaga Milano vyhrál v roce 1992 mistrovství světa ve volejbale klubů.
Po ukončení kariéry začal obchodovat s nemovitostmi, působil ve Světové antidopingové agentuře a v letech 1966 až 2008 byl členem komise sportovců Mezinárodního olympijského výboru.